# Erythrodiplax angustipennis
Erythrodiplax angustipennis ist eine kleine Libellenart aus der Unterfamilie Sympetrinae. Sie kommt entlang des Rio Madeira und ab dessen Mündung in den Amazonas auch dort vor. Der Name angustipennis leitet sich von der schmalen Basis des Penis der Art ab.

## Merkmale

Verbreitungsgebiete der Arten Erythrodiplax anatoidea (grün), Erythrodiplax angustipennis (gelb) und Erythrodiplax longitudinalis (rot), alle Teil der Longitudinalis-Gruppe

Erythrodiplax angustipennis ist eine dunkle Art deren Männchen Abdomenlängen von 18,0 bis 20,0 Millimeter erreichen. Die Weibchen sind unwesentlich kleiner und erreichen zwischen 18,5 und 19,0 Millimeter. Das männliche Abdomen ist wie der Thorax und die Beine schwarzblau, wobei der Thorax und die ersten vier Hinterleibssegmente bläulich schimmern. Die weibliche Farbgebung tendiert ins bräunlich schwarze und stellt damit einen Sexualdichroismus dar. Auf den Segmenten drei bis sechs des Hinterleibs haben die Weibchen zudem noch einen schwachen grünen lateralen Streifen. Die durchsichtigen Hinterflügel der Weibchen sind 24,0 bis 25,0 Millimeter lang und somit etwas größer als die 22,0 bis 24,0 Millimeter messenden Flügel der Männchen. Distal sind beide Flügelpaare leicht bräunlich getönt. Der Ansatz der Hinterflügel ist verglichen mit anderen Gattungsvertretern zudem stark verschmälert. Das Pterostigma misst 2,3 bis 2,8 Millimeter bei den Männchen und 2,9 Millimeter bei den Weibchen.